# Ka'erquga Xiang
Ka'erquga Xiang (kinesiska: 喀尔曲尕乡, 喀尔曲尕) är en socken i Kina. Den ligger i den autonoma regionen Xinjiang, i den nordvästra delen av landet, omkring 360 kilometer sydväst om provinshuvudstaden Ürümqi. Antalet invånare är 3 590. Befolkningen består av 1 696 kvinnor och 1 894 män. Barn under 15 år utgör 21,0 %, vuxna 15-64 år 72 %, och äldre över 65 år 6,0 %.
Genomsnittlig årsnederbörd är 74 millimeter. Den regnigaste månaden är juni, med i genomsnitt 37 mm nederbörd, och den torraste är februari, med 1 mm nederbörd.